# S2 (نجم)
نجم إس 2 (بالإنجليزية: (S2 (star) (يُعرف أيضا بنجم إس0-2) هو نجم يقع قرب مصدر الموجات الراديوية الرامي أ*، وهو يدور حول ثقب أسود فائق الضخامة يقع في منطقة الرامي أ* ويُتم دورة حوله مرة كل 15.2 سنة، وفي أكبر اقتراب له من الثقب الأسود يكون على بعد 17 ساعة ضوئية من مركزه. وتقدر كتلتة الثقب الأسود الذي يدور حوله بـ4.1 مليون كتلة شمسية. وقد تمت مراقبة تغير الموقع الظاهري لهذا النجم منذ عام 1995 كجزء من محاولة لجمع دلائل على وجود ثقب أسود فائق الضخامة في مركز درب التبانة. وفي عام 2008 تم رصد إتمامه لدورة واحدة حول الثقب الأسود.
قام فريق من الفلكيين معظمهم من «معهد ماكس بلانك» بدراسة الديناميكية المدارية لنجم إس 2 لقياس المسافة بين الأرض ومركز مجرتنا - درب التبانة -. وقد وجدوا أن بعده يتراوح بين 8.36 - 7.52 كيلو فرسخ فلكي، وهذا ليس مختلفا جدا عن نتائج القياس السابقة بطرق أخرى.

مدارات S2 و 5 نجوم الأخرى حول الثقب الأسود في مركز مجرة درب التبانة

مدار إس 2 سوف يعطي الفلكيين فرصة لاختبار قوانين النسبية العامة بما في ذلك تأثيرات البعد الرابع (الزمن) وذلك بسبب القرب الشديد بين الثقب الأسود فائق الضخامة ونجم إس 2. وهذا يجعل إس 2 يملك أسرع «مدار بالستي» (سريع للغاية، والكلمة مشتقة من الصواريخ البالستية أو العابرة للقارات) معروف، لدرجة أن سرعته تصل إلى بضعة أجزاء بالمئة من سرعة الضوء.

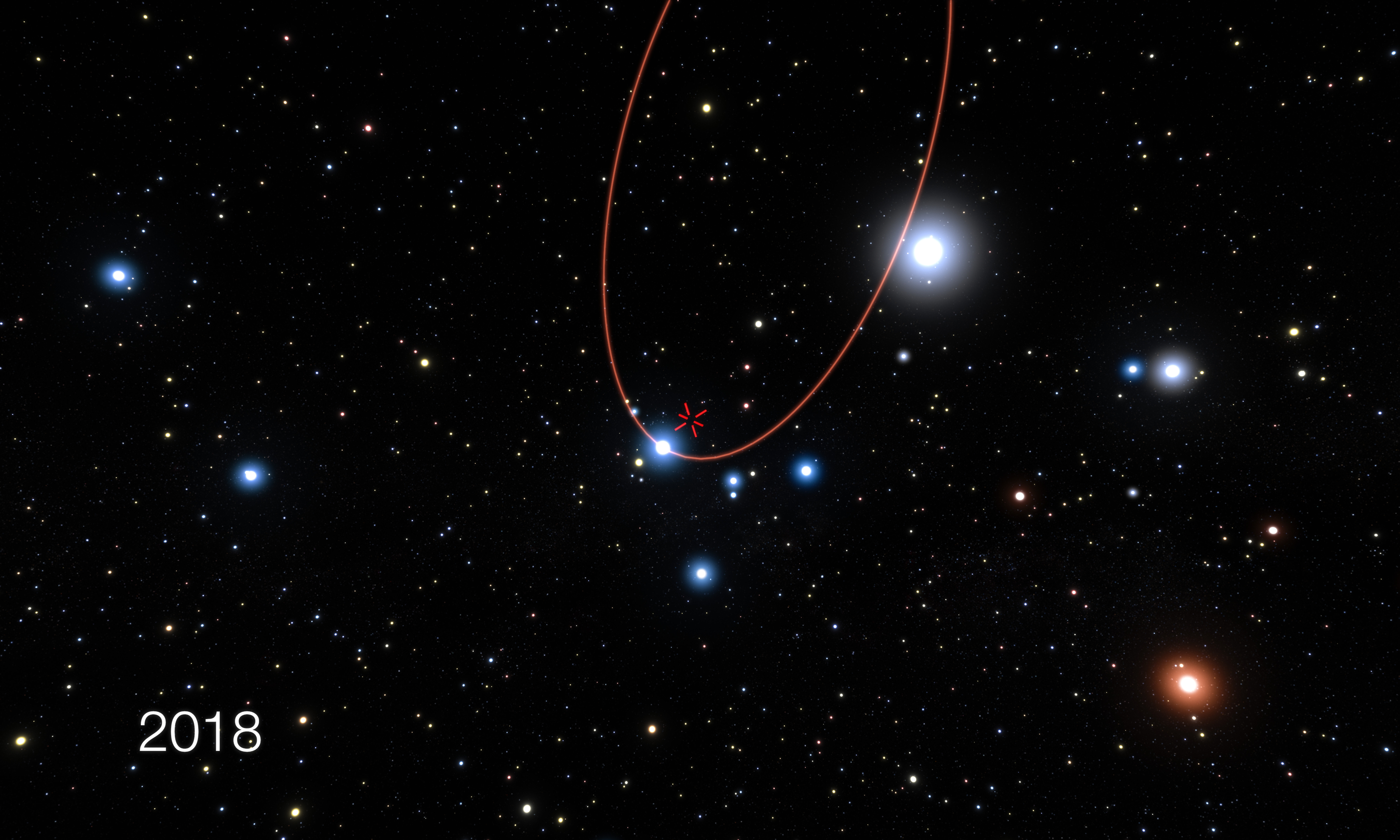
إنطباع فني انجم اس 2

يقع نجم إس 2 في كوكبة الرامي (أو القوس) ويبعد عن الأرض ما بين 24,500 - 27,300 سنة ضوئية. ويتراوح شذوذه المداري بين 0.874 و0.888. ونوع طيفه هو "B1V".